# Bitva u Marathónu
Bitva u Marathónu (12. září 490 př. n. l.) mezi Peršany a Athéňany byla výsledkem Dareiova pokusu podrobit si vojenskou mocí evropské Řecko. Skončila porážkou Peršanů a završila první fázi řecko-perských válek.
Bitva se odehrála při pobřeží na úzké planině u Marathónu. Střetly se v ní invazní síly Peršanů (dle odhadů 20 000–30 000 vojáků) s armádou Athén posílenou asi o 1000 Platajských (celkem snad 10 000–11 000 mužů). V čele řeckého vojska stál Miltiadés. V čele Peršanů stáli Dátis a Artafernés. Bitva byla velkou vzpruhou pro řecké státy (především pro Athény) a ukázala jim, že Persii dokážou porazit. Persie se s porážkou nechtěla smířit a následně naverbovala obrovskou armádu, která proti Řekům válčila v bitvě u Thermopyl či v bitvě u Salamíny (oboje 480 př. n. l.). 

## Prameny

Řecko v době bitvy u Marathónu

Historici primárně čerpají z díla řeckého historika Hérodota, který bitvu, stejně jako celé dění řecko-perských válek, popsal ve svém díle Dějiny. Hérodotos žil v 5. století př. n. l., takže mohl diskutovat s přeživšími, případně s jejich příbuznými. Na druhou stranu bitvu sám nezažil, neboť se narodil o pár let později (udává se rok 484 př. n. l.). Jinými slovy měl už jistý odstup, který je v jeho případě trochu problematický právě v tom, jak moc spoléhal na vyprávění ostatních. Ve svém díle neustále cituje dlouhé pasáže o tom, co se přesně mělo v bitvě odehrát, což samozřejmě mohlo vést k mnohým nepřesnostem (zkreslení mohlo nastat již před vyprávěním příběhu, natož po jeho zapsání). Nejvíce evidentní je to například v odhadech počtu vojáků, které jsou považovány za nepřesné (viz bitva u Thermopyl). I tak je brán za hlavní autoritu, bez níž nelze bitvu rekonstruovat. Je ovšem potřeba číst jeho dílo kriticky a nepřebírat všechny údaje a tvrzení bezmyšlenkovitě. Součástí jeho příběhu jsou různé legendy či mýty a nadpřirozené jevy.

## Pozadí

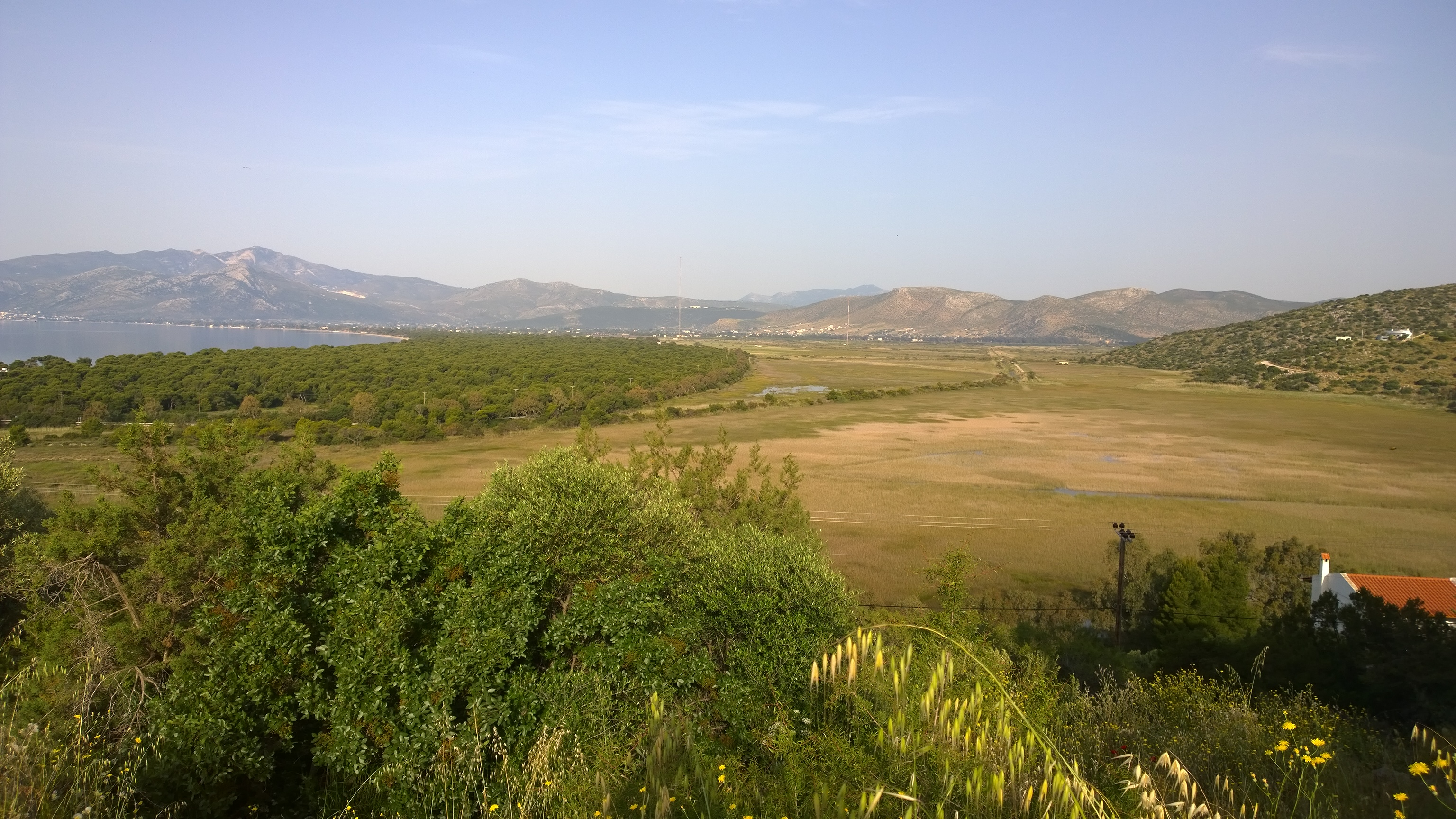
Pláně Marathónu dnes

Dle Hérodota dovedl perské vojsko Dareia I. k Marathónu athénský přeběhlík Hippias, syn dřívějšího tyrana (samovládce) Peisistrata. Řekům velel Athéňan Miltiadés. Athény prosily o pomoc i Spartu, ale, jak píše Hérodotos, protože Sparťané pořádali slavnosti, během kterých se nesmělo válčit, tak kvůli tomu nemohli vyrazit hned, ale museli nějakou dobu počkat. Možným důvodem bylo i to, že Sparťané právě potlačovali povstání Messénských. Ačkoliv se na vypuknutí bitvy u Marathónu čekalo několik dní (není zcela známo proč), útok i přesto začal o několik dní dříve, než by Sparťané mohli přijít. Hérodotos tvrdí, že někteří vojevůdci (stratégové) chtěli odklad bitvy. Jejich argumentem bylo, že jich je na bitvu málo a že by se mělo počkat na Spartu. Druzí, včetně Miltiada, naopak chtěli na tomto místě bitvu vést. Vyhrála nakonec bojechtivější strana a k bitvě došlo, ačkoliv není jasné za jakých podmínek a jaká událost nakonec bitvu spustila. Sparta se tak do bitvy nestihla aktivně zapojit, její vojsko dorazilo až den po bitvě.

## Průběh
Průběh samotné bitvy není zcela jasný. Dle Hérodota na levém křídle stanuli Platajští, na pravém Athéňané. Zároveň tvrdí, že Peršanů sice bylo více, ale řecké vojsko se roztáhlo tak, aby na šířku bylo stejně široké jako perské vojsko. To samozřejmě ale znamenalo, že řecký střed byl slabší. Taktika tedy vlastně zněla Peršany obklíčit z obou boků. Vyřešili by tím to, že disponovali výrazně menším počtem vojáků.

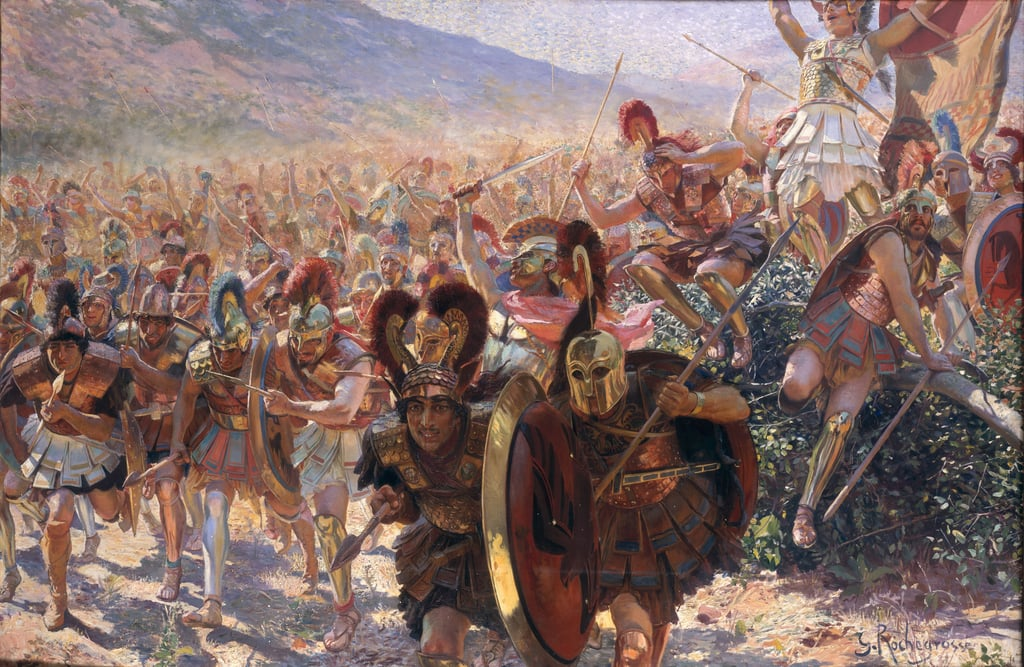
Řekové během útoku v bitvě u Marathónu, Georges Rochegrosse, 1859

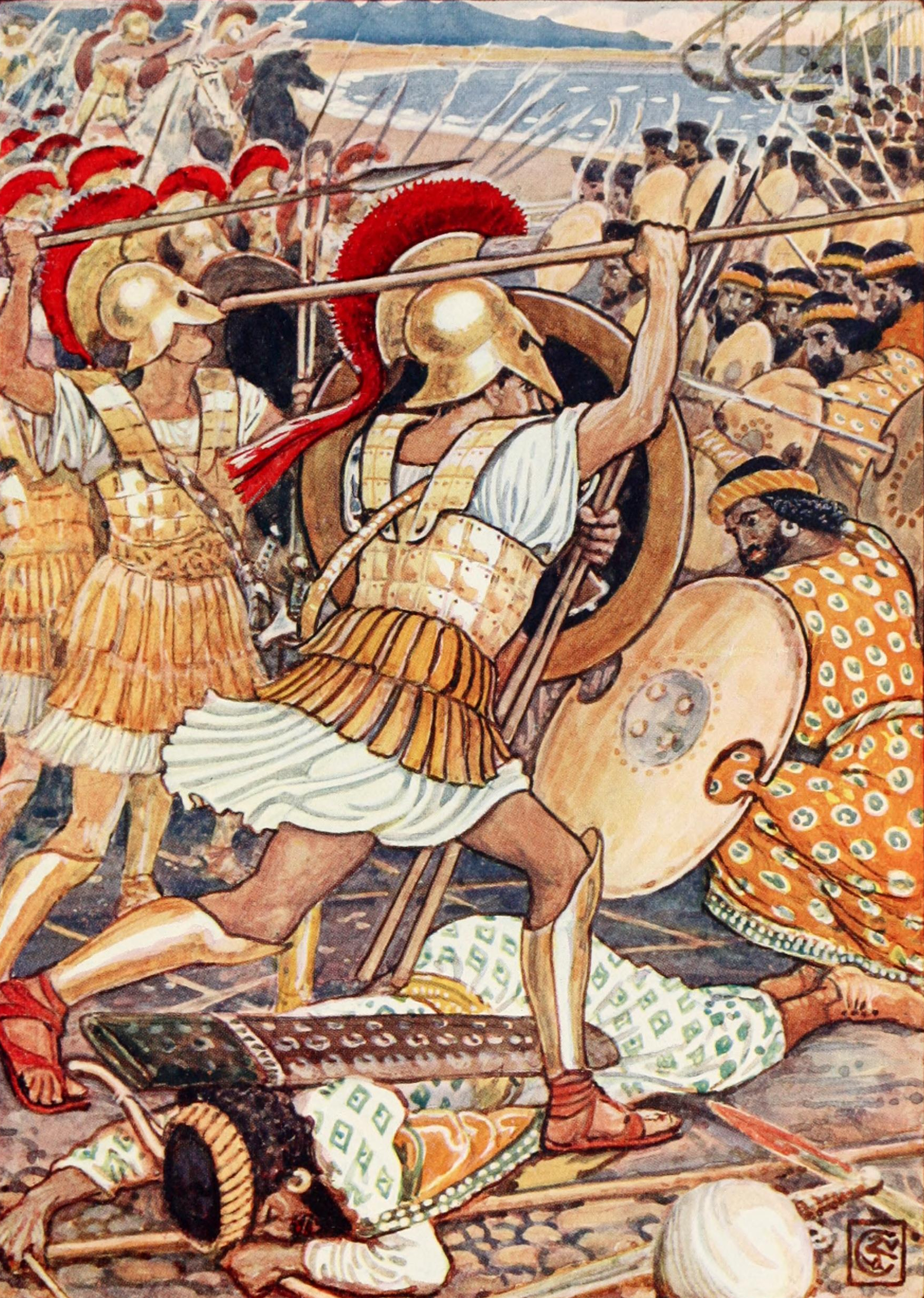
Boj Řeků s Peršany, Walter Crane

Řekové, lépe vyzbrojení – měli kvalitnější zbraně i brnění, zahájili bitvu prudkým útokem. Dle Herodota překonali vzdálenost mezi oběma vojsky během, aby dali co nejméně času perským lučištníkům a zároveň zvýšili svou údernou sílu a vykompenzovali to, že nedisponovali jezdectvem. Otázka je, zda něco takového bylo vzhledem k váze brnění vůbec možné, ale jelikož se na olympijských hrách pořádala klání v běhu se zbrojí, jeví se tento způsob útoku jako pravděpodobný. V souladu s plánem přitom posílili svůj útvar na stranách šiku tak, aby mohli Peršany obklíčit. Výsledek byl pro Peršany tragický. Jejich lučištníci a elitní jednotky sice zastavili a posléze zatlačili střed řecké formace, avšak křídla se pod řeckým náporem zhroutila. Hérodotos tvrdí, že když si Peršané uvědomili, že jsou obkličováni, dali se na útěk, ovšem ty nejlepší jednotky, úspěšně bojující ve středu bojiště, už uniknout nemohly a byly zmasakrovány. Athéňanům se dle Hérodota navíc podařilo zničit několik (sedm) perských lodí. Peršané uprchli na zbývajících lodích a snad se pokusili obsadit Athény, avšak athénská armáda se stihla domů vrátit včas a perské lodě krátce nato odpluly.

fáze bitvy:
1. fáze – úvodní rozestavení řeckých (modrá) a perských (červená) sil v bitvě u Marathónu
2. fáze – prudký útok řeckých formací proti perskému vojsku
3. fáze – řecký střed, nejslabší článek řeckých sil, je vytlačován silnějšími Peršany
4. fáze – řecká křídla přemáhají perská, Peršané se dávají na ústup ke svým lodím, Řekové obkličují perský střed
5. fáze – Řekové ženou prchající Peršany do bažin

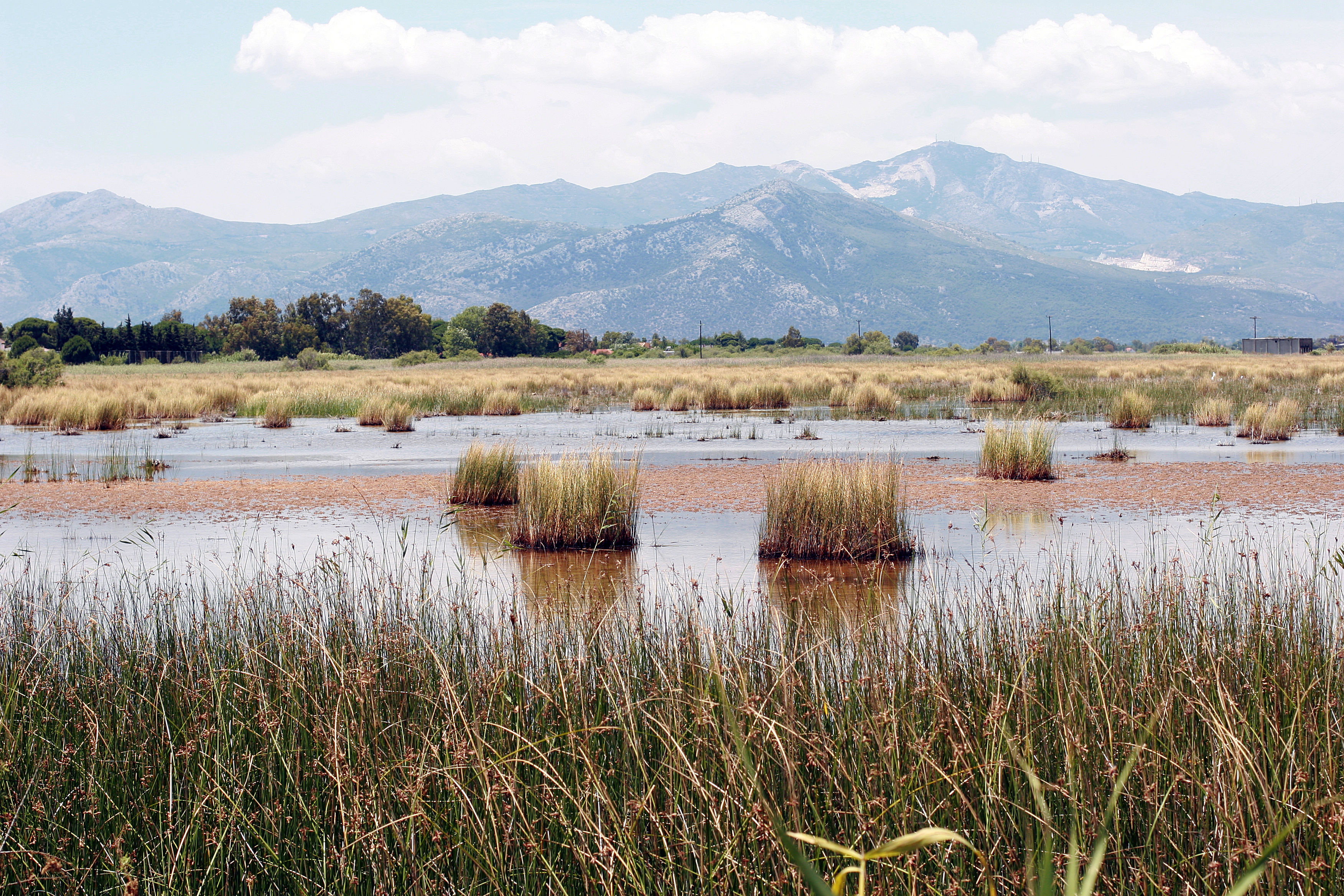
Bažiny Marathónu dnes

Hérodotos napsal, že během bitvy padlo 192 Athéňanů, a zhruba 6400 Peršanů, ztráty platajských nezmiňuje. Hérodotem uvedené ztráty Řeků jsou s velkou pravděpodobností podhodnocené, moderní autoři hovoří o přinejmenším pětkrát větších ztrátách na řecké straně s tím, že Řekové přišli minimálně o jednu celou fýlu (politická a vojenská jednotka).

## Marathónský běh

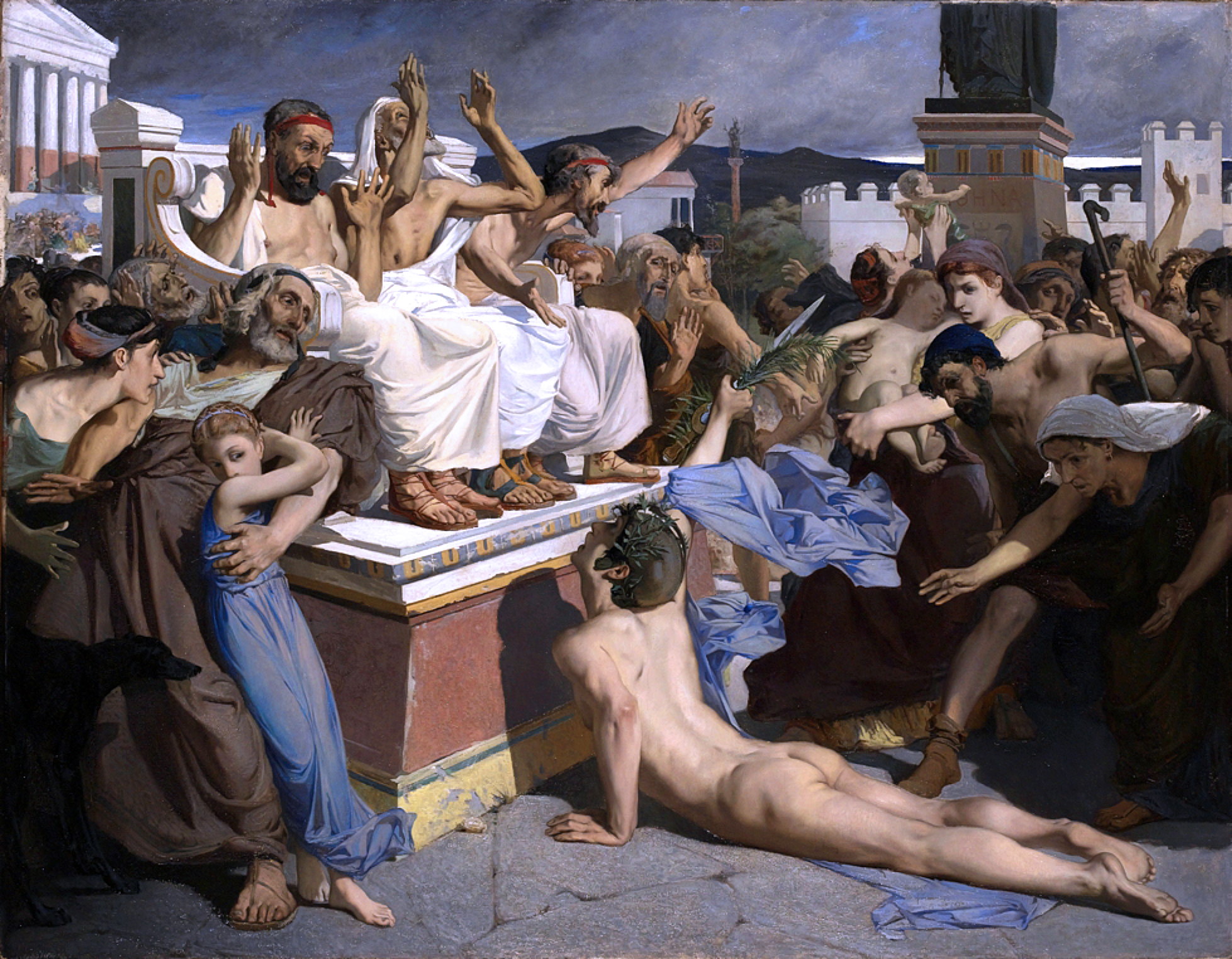
Feidippidés v Athénách, Luc-Olivier Merson

Výsledek střetnutí údajně běžel oznámit z Marathónu do Athén řecký voják jménem Feidippidés (Filippidés), případně Thersippos či Euklés, který v cíli své cesty se slovy „Zvítězili jsme“ dle pověstí vyčerpáním zemřel. Nutno dodat, že dle Hérodota měl tento zmíněný Feidippidés několik dní před tímto během z Marathónu do Athén podobnou misi, a to dvakrát po 240 km (s poselstvím z Athén do Sparty a zpět, aby získal vojenskou podporu Sparty), tedy celkem 480 km. Jelikož však Hérodotos nezmiňuje, že by po bitvě běžel oznámit vítězství z Marathónu do Athén a běh uvádí až Plútarchos, existují pochybnosti, zda k této události vůbec došlo.
Na počest tohoto údajného sportovního výkonu athénského vojenského posla v bitvě u Marathónu byla na obnovených olympijských hrách v roce 1896 v Athénách pojmenována běžecká disciplína na trati délky 40 km jako maratonský běh (maraton).

## Strategie

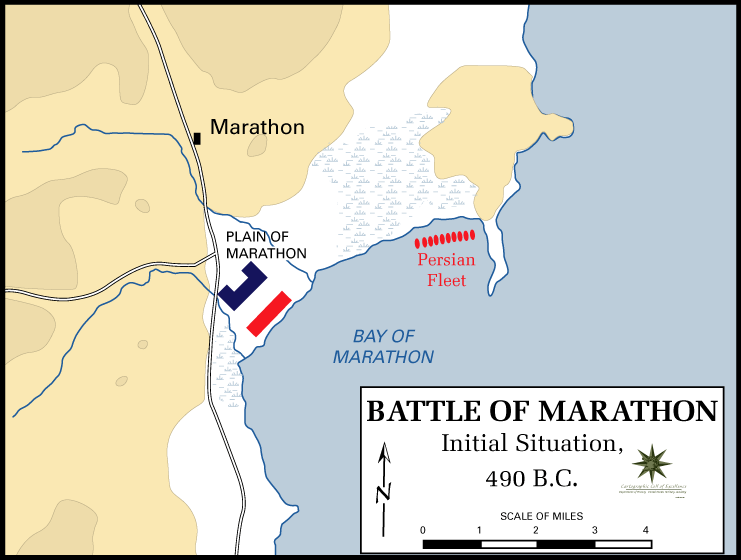
Úvodní pozice řeckých (modrá) a perských (červená) sil podle teorie kolmého rozestavění vojsk

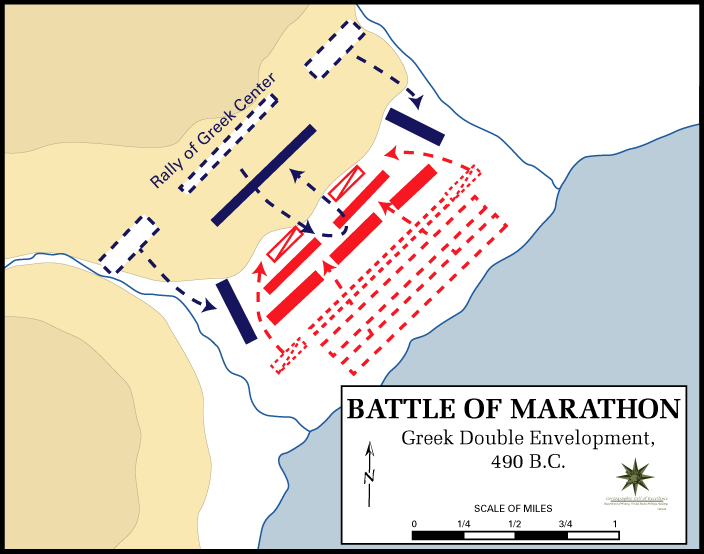
Postupující oddíly během bitvy u Marathónu (kolmé rozestavění)

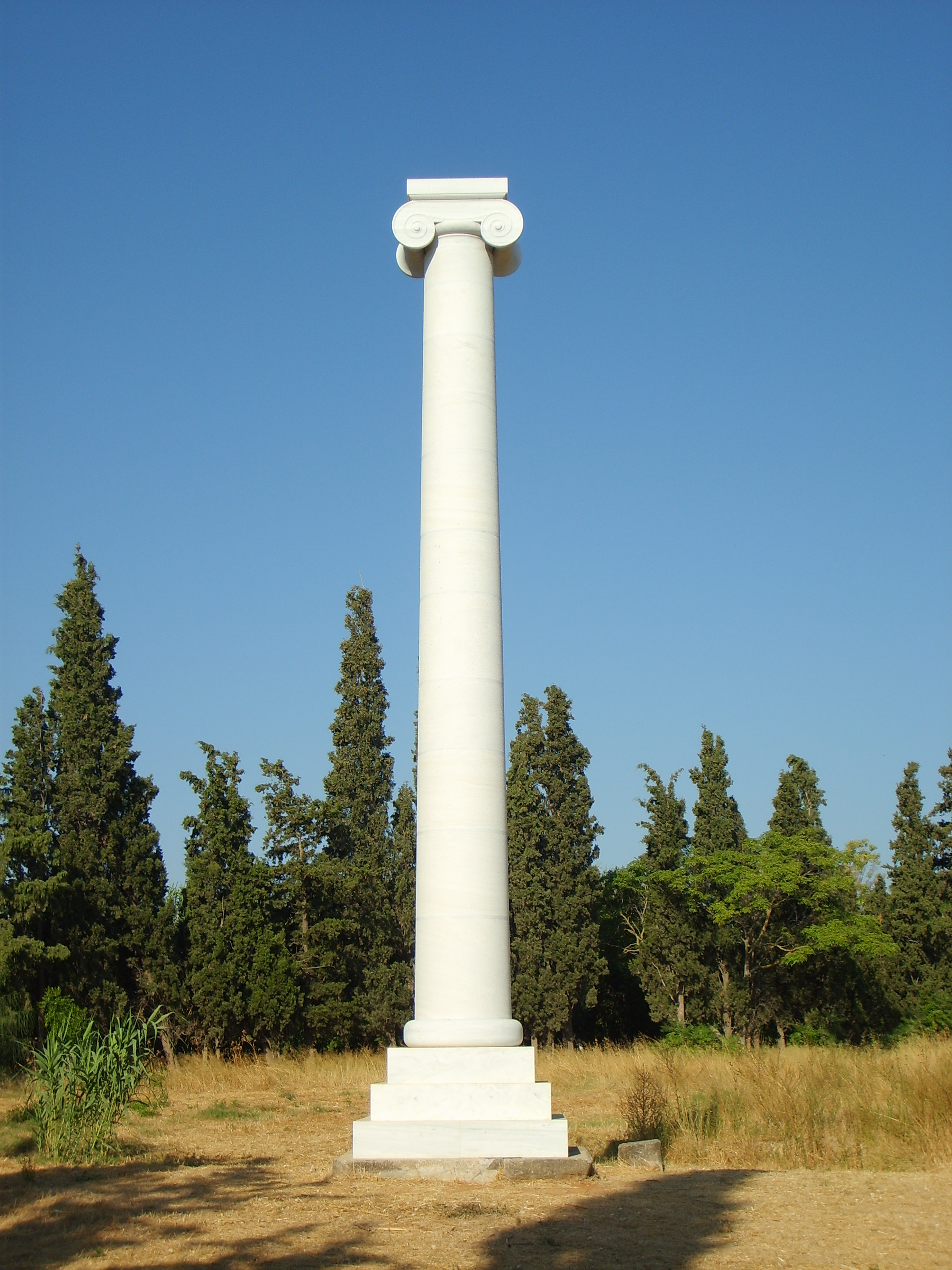
Monument připomínající místo bitvy

Existují ale i teorie, že původní představa, o které hovoří i Hérodotos, kdy Řekové útočí od severu (od hor) směrem k moři, jež měli mít údajně Peršané za zády (jako je to vidět na obrázku výše), je nesprávná. Tato teorie hovoří o tom, že Řekové zaujali své pozice kolmo k moři (moře měli po pravé straně) a tedy se šikovali směrem na sever (zády k Athénám). Peršané tedy taktéž zaujali své pozice kolmo k moři, z jejich pohledu však po levé straně.
Tato teorie má jistá opodstatnění. Za zmínku stojí například pravé křídlo perské armády (tedy to, které bylo dále od moře), jehož vojáci se po prohraném boji rozutekli do bažiny, která byla za perským vojskem, a kde následně mnoho z Peršanů našlo smrt. Kdyby totiž (jak je to na obrázku výše) podle původní teorie stálo perské vojsko zády k moři, utíkali by Peršané s největší pravděpodobností na spásné lodě, které kotvily za nimi a které by je tak odvezly do bezpečí. Útěk do bažin by v tomto ohledu znamenal dostat se nelogicky za své nepřátele (pravděpodobně se jimi i probít) a utéct dál do vnitrozemí. Pokud však stálo perské vojsko kolmo k moři, nemohlo se pravé křídlo dostat přes celé bojiště k moři a ke svým lodím (pro pravé křídlo vzdálených asi 2 km), a tak zvolilo ústup do bažiny, neboť nikam jinam nebylo úniku. K perským lodím a tím k závěrečné části bitvy se tak dostaly pouze ty perské jednotky, které operovaly při moři, tedy na levém křídle perské armády.[zdroj?]